# ستيف آدامز (لاعب كرة قدم)
ستيف آدامز (بالإنجليزية: Steve Adams)‏ (7 سبتمبر 1959 بشفيلد في المملكة المتحدة - 3 مارس 2017) هو لاعب كرة قدم بريطاني في مركز الهجوم. لعب مع ماكليسفيلد تاون ونادي دونكاستر روفرز ونادي سكاربورو ونادي كيترينغ تاون وماتلوك تاون ‏ ونادي ويتون ألبيون ووركشوب تاون ‏ ونادي غيتزهد ودنابي يونايتد ونادي بوسطن يونايتد.